# هوستوپتشه
هوستوپتشه (به چکی: Hustopeče) یک شهرستان دارای شهرک سابقاً روستا، و شهرستان جمهوری چک در جمهوری چک است که در ناحیه برتسلاو واقع شده‌است. هوستوپتشه ۵٬۹۳۷ نفر جمعیت دارد.